# Laszkarisz Irén nikaiai császárné
Laszkarisz Irén (1200 körül – 1239/1241), görögül: Ειρήνη Λασκαρίνα , bizánci császári hercegnő, nikaiai (bizánci) császárné. A Laszkarisz-házból származott. Laszkarisz Mária magyar királyné és Laszkarina Eudokia (Zsófia) hercegnő nővére, valamint IV. Béla magyar királynak és Cayeux-i Anseau, a Konstantinápolyi Latin Császárság régensének sógornője.

## Élete
I. (Laszkarisz) Theodórosz nikeai (bizánci) császár és Angelosz Anna bizánci császári hercegnő leánya. Anyja révén III. Alexiosz bizánci császár unokája.
1212-ben 12 évesen feleségül ment Andronikosz Palaiologosz despotához, aki még 1212-ben elhunyt, de gyermekei nem születtek. Első férje halála után még ugyanabban az évben, 1212-ben feleségül ment Vatatzész Jóannészhoz, akitől egy fia született, de egy lovasbaleset következtében több gyermek kihordására már nem volt képes. Férje 1221 novemberében vagy 1222 augusztusában Irén apját követte nikaiai (bizánci) császárként.
Miután II. Iván Aszen bolgár cárnak a konstantinápolyi latin császári ambíciói meghiúsultak, a nikaiai császárhoz, III. (Vatatzész) Jánoshoz közeledett, és az egyik lányát, Ilona hercegnőt eljegyezte a nikaiai trónörökössel, Theodórosszal.

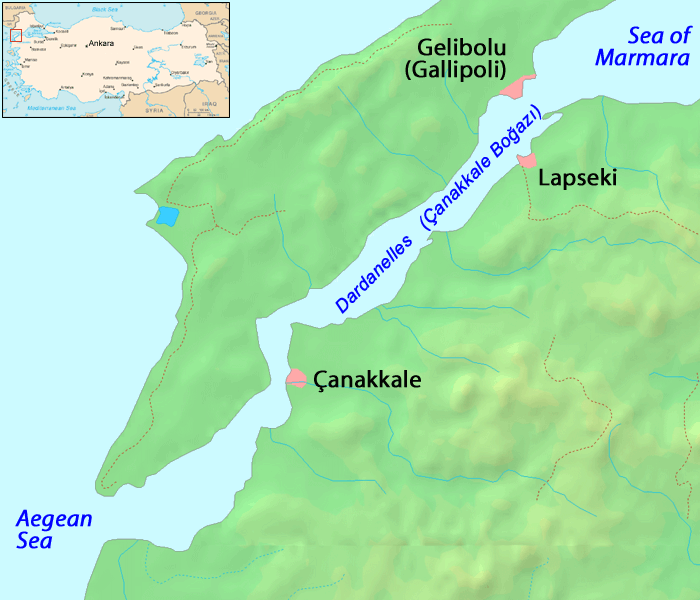
Gallipoli (Gelibolu) és Lampszakosz (Lapseki)

Ez a házasságkötés 1235-ben jött létre az uralkodók, valamint a feleségeik, Laszkarisz Irén császárné és Anna Mária bolgár cárné jelenlétében, mikor a szövetség eredményeként meghódították Gallipolit, itt találkoztak, és Gallipoli városával átellenben, a Dardanellák partján fekvő Lampszakosz városában összekötötték gyermekeik, Theodórosz herceg és Ilona hercegnő sorsát.

## Gyermeke
- 1. férjétől, Andronikosz Palaiologosz  (–1212) despotától, nem születtek gyermekei
- 2. férjétől, III. (Vatatzész) Jóannész (1192/93–1254) nikaiai (bizánci) császártól, 1 fiú:
  - Theodórosz (1221/22–1258), II. Theodórosz néven nikaiai (bizánci) császár, felesége Ilona (1224/25/26–1254 körül), II. Iván Aszen bolgár cár és Árpád-házi Mária (Anna) magyar királyi hercegnő lányaként II. András magyar király unokája, 5 gyermek, többek között:
    - IV. Ióannész bizánci császár (1250–1305 körül), nem nősült meg, gyermekei nem születtek